# Élections régionales de 2010 en Aquitaine
Pour un article plus général, voir Élections régionales françaises de 2010.

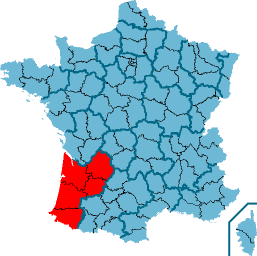
La région Aquitaine

Les élections régionales ont eu lieu les 14 et 21 mars 2010.

## Mode d'élection
Le mode de scrutin est fixé par le code électoral. Il précise que les conseillers régionaux sont élus tous les six ans.
Les conseillers régionaux sont élus dans chaque région au scrutin de liste à deux tours sans adjonction ni suppression de noms et sans modification de l'ordre de présentation. Chaque liste est constituée d'autant de sections qu'il y a de départements dans la région.
Si une liste a recueilli la majorité absolue des suffrages exprimés au premier tour, le quart des sièges lui est attribué. Le reste est réparti à la proportionnelle suivant la règle de la plus forte moyenne. Une liste ayant obtenu moins de 5 % des suffrages exprimés ne peut se voir attribuer un siège.
Sinon on procède à un second tour où peuvent se présenter les listes ayant obtenu 10 % des suffrages exprimés. La composition de ces listes peut être modifiée pour comprendre les candidats ayant figuré au premier tour sur d’autres listes, sous réserve que celles-ci aient obtenu au premier tour au moins 5 % des suffrages exprimés et ne se présentent pas au second tour. À l’issue du second tour, les sièges sont répartis de la même façon.
Les sièges étant attribués à chaque liste, on effectue ensuite la répartition entre les sections départementales, au prorata des voix obtenues par la liste dans chaque département.

## Contexte régional
Le président socialiste sortant du conseil régional d'Aquitaine, Alain Rousset, brigue un troisième mandat. Il avait battu en 1998 le RPR Jacques Valade et fait basculer alors la région à gauche. Il disposait d'une majorité relative de 40 conseillers régionaux sur 85 (28 PS, 8 PCF, 3 Verts, 1 MRC), contre 28 à la droite gouvernementale (15 UDF, 13 RPR), 9 FN et 8 CPNT. Aux élections régionales françaises de 2004, à la suite de la mise en place du nouveau mode de scrutin à deux tours avec prime au vainqueur, sa liste d'union PS-Verts-PRG était arrivé assez largement en tête au premier tour avec 38,42 % des suffrages contre 18,4 % à l'UMP Xavier Darcos et 16,06 % à l'UDF François Bayrou, puis l'avait emporté au second tour avec 54,87 % des voix et 57 sièges sur 85 contre 33,46 % et 21 conseillers à l'union UMP-UDF réalisée derrière Xavier Darcos, et 11,67 % et 15 élus pour le FN. 
Fort de cette victoire, Alain Rousset est de plus élu à la tête de l'Association des régions de France, désormais dominée par les 24 présidents socialistes de régions sur 26, en 2004. Durant la mandature, la gauche remporte en Aquitaine plusieurs succès électoraux. Lors de la présidentielle de 2007, Ségolène Royal arrive en tête au premier tour dans tous les départements de la région à l'exception des Pyrénées-Atlantiques (où elle arrive en deuxième place derrière François Bayrou) et en Lot-et-Garonne (où elle arrive également deuxième, derrière Nicolas Sarkozy), et elle bat au second tour Nicolas Sarkozy dans quatre des cinq départements (tous sauf le Lot-et-Garonne), faisant voter notamment les Pyrénées-Atlantiques pour un candidat de gauche pour la première fois depuis 1988 (et même depuis 1965 si l’on fait abstraction de cette élection marquée par une large victoire de François Mitterrand). Aux élections législatives de 2007, le PS avait de plus remporté 16 des 27 circonscriptions de la région, soit 4 de plus qu'en 2002 toutes remportées sur l'UMP. Symbole de ce bon résultat, la socialiste Michèle Delaunay bat dans la 2e circonscription de la Gironde le maire de Bordeaux et ancien Premier ministre Alain Juppé, qui plus est à cette époque numéro 2 du premier gouvernement de François Fillon en tant que ministre d'État à l'Écologie, au Développement et à l'Aménagement durables. 
Lors des élections municipales de 2008, la ville d'Oloron-Sainte-Marie dans les Pyrénées-Atlantiques est reprise dès le premier tour par le PS Bernard Uthurry à l'UMP Hervé Lucbéreilh qui l'avait conquise en 2001. Au deuxième tour, basculent également à gauche les villes d'Anglet (UDF depuis 1971), Billère (RPR puis UMP depuis 1989) et Orthez (Divers centre depuis 2001) dans les Pyrénées-Atlantiques, Bergerac (RPR puis UMP depuis 1995) et Périgueux (à droite depuis 1971, le maire sortant battu n'étant autre que Xavier Darcos, chef de l'opposition UMP au conseil régional et ministre de l'Éducation nationale) en Dordogne et Dax (à droite depuis 1959) dans les Landes. Néanmoins, Alain Rousset, lui-même candidat à Bordeaux à la tête d'une liste d'union de la gauche, est largement battu dès le 1er tour, par 56,62 % des suffrages contre 34,14 %, par Alain Juppé. De plus, la gauche perd quelques communes importantes dans la région telles que les préfectures respectives du Lot-et-Garonne et des Landes Agen (le Nouveau Centre Jean Dionis du Séjour reconquiert la ville au socialiste Alain Veyret qui l'avait lui-même gagné en 2001 sur un maire UDF) et Mont-de-Marsan (alors qu'elle était socialiste depuis 1962, elle est remportée par la candidate du MoDem Geneviève Darrieussecq). À la suite des élections cantonales tenues en même temps, la majorité au Conseil général de Lot-et-Garonne, qui était à droite depuis 1978, passe à gauche, tandis que dans les Pyrénées-Atlantiques, si l'UMP Jean Castaings succède au MoDem Jean-Jacques Lasserre à la tête du conseil général, centre et droite alliée au sein de l'institution font désormais jeu égal avec la gauche, avec 26 sièges chacun (26 pour le Groupe des élus de Gauche dominé par le PS, 19 pour « Forces 64 » regroupé autour du MoDem et 7 pour le groupe des élus UMP). Le PS dispose ainsi de la présidence de quatre des cinq conseils généraux de la région, et a une situation renforcée dans le cinquième. Alain Rousset semble d'ailleurs en partie vouloir s'asseoir sur ces réussites électorales dans le choix de ses têtes de liste régionales : son 5e vice-président au conseil régional et tombeur de Xavier Darcos à la mairie de Périgueux, Michel Moyrand, en Dordogne ; le vainqueur au 1er tour des municipales à Oloron-Sainte-Marie Bernard Uthurry dans les Pyrénées-Atlantiques. Les premiers secrétaires fédéraux de Lot-et-Garonne (Lucette Lousteau, ancienne adjointe au maire d'Agen de 2001 à 2004 et conseillère générale pour le canton d'Agen-Centre de 2001 à 2008) et des Landes (Renaud Lagrave, conseiller municipal d'opposition de Mont-de-Marsan) sont désignés comme chefs de file pour ces départements, Alain Rousset se réservant, comme en 1998 et en 2004, la Gironde. 
Malgré ces relativement bons résultats électoraux, Alain Rousset et le PS doivent faire face à la présence lors de ces régionales de la liste Europe Écologie menée par la conseillère régionale Verte sortante Monique de Marco, alors que les Verts s'étaient alliés derrière eux dès le premier tour en 2004. Et si les écologistes déclarent vouloir la victoire de la gauche au second tour, et donc de fusionner avec Alain Rousset entre les deux tours, ils ne cachent pas leurs critiques à l'égard du bilan de ce dernier et notamment à l'encontre de son soutien aux grands projets de construction d'infrastructures vers la région telles que surtout la LGV Sud Europe Atlantique ou l'Autoroute A65. Ainsi, Marie Bové, tête de liste Europe Écologie en Gironde, déclare : « Nous avons un boulevard devant nous : il y a tout à faire dans cette région où il n'y a pas une seule éolienne. Je pense que nous allons réussir à rompre avec cette logique pompidolienne des grands travaux, comme la LGV que nous propose Alain Rousset ». De son côté, le député Vert de Gironde, en 38e (et dernière) position sur la liste de ce département, estime que la question de ces grands chantiers « pose un problème pour une éventuelle alliance au deuxième tour. Nous sommes pour que la gauche reste à la tête de la Région, mais pas à n'importe quelles conditions. Au soir du 14 mars, Europe Écologie doit être en position de discuter dans des conditions équitables. Alain Rousset n'a manifestement pas pris la mesure de la traînée de poudre qui, de Bordeaux à Bilbao, est semée par le projet de LGV. La priorité n'est pas d'investir sur la vitesse, mais d'améliorer les lignes actuelles et de mettre les camions sur des trains. Il y a un moment où, lorsqu'on est un responsable politique, on doit écouter ce que dit le terrain ». 
Or, les écologistes semblent désormais représenter une force politique d'importance dans la région comme en témoigne le score d'Europe Écologie conduite par José Bové aux élections européennes de 2009 : en Aquitaine, elle avait totalisé (avec toutefois une faible participation de seulement 44,2 % des inscrits) 15,4 % des voix, n'arrivant pas très loin des 18,11 % de la liste PS de Kader Arif, tandis que l'UMP avait en partie profité de cette division pour se positionner en tête à 26,74 %. Plus particulièrement, la liste Bové avait dépassé celle de Kader Arif en Gironde (17,96 % contre 17,49 %, et une participation de 42,22 %). Malgré quelques divisions concernant la désignation de leur chef de file régional, les Verts ayant refusé notamment de se ranger derrière Marie Bové, fille de José Bové, jugée trop inexpérimentée et lui préférant finalement l'une de leurs militantes et conseillère régionale sortante Monique de Marco, les différentes composantes d'Europe Écologie finissent par se mettre d'accord sur la composition de sa liste. Outre Marie Bové qui obtient finalement la première place pour la Gironde, les autres têtes de listes départementales comprennent deux autres conseillers régionaux sortants des Verts (Bérénice Vincent en Dordogne et Jacques Papon dans les Landes), un membre fondateur de la Confédération paysanne proche de José Bové (Bernard Péré en Lot-et-Garonne) et un régionaliste occitan de la fédération Régions et peuples solidaires (David Grosclaude dans les Pyrénées-Atlantiques). 
À droite, la tête de liste UMP puis Majorité présidentielle est revenue une nouvelle fois à Xavier Darcos, désormais ministre du Travail, des Relations sociales, de la Famille, de la Solidarité et de la Ville dans le deuxième gouvernement de François Fillon et conseiller régional sortant. Seul candidat à la primaire organisée dans la région par l'UMP, il est désigné par les militants, obtenant 4 029 voix (participation : 31,77 %) le 22 mars 2009. Il regroupe derrière lui, après des négociations difficiles quant aux places éligibles, le Nouveau Centre, avec tout particulièrement le député-maire d'Agen Jean Dionis du Séjour en 3e place en Lot-et-Garonne, ou encore le CPNT dont le président Frédéric Nihous figure en 3e position également dans les Pyrénées-Atlantiques (le CNPT possède une solide base électorale dans la région, sa liste ayant notamment obtenu 7,21 % des suffrages en 2004, et malgré des résultats largement diminués à la présidentielle de 2007, où Frédéric Nihous n'avait totalisé que 1,81 % des voix, ou aux européennes de 2009 où la liste Libertas menée par le CPNT Eddie Puyjalon n'était arrivé qu'à 3,47 % des suffrages). La Gauche moderne pour sa part n'a sécurisé que la septième place des Pyrénées-Atlantiques pour l'ancien maire socialiste dissident de Pau Yves Urieta. Les têtes de listes départementales sont sinon confiées, outre Xavier Darcos qui, bien qu'ancien maire de Périgueux et ancien sénateur de Dordogne, se présente en Gironde pour mieux symboliser sa confrontation avec Alain Rousset, qu'à des élus UMP : le député européen et ancien ministre d'Édouard Balladur puis d'Alain Juppé Alain Lamassoure dans les Pyrénées-Atlantiques ; le maire de La Roque-Gageac, ancien conseiller auprès du président de la République Jacques Chirac puis Nicolas Sarkozy et directeur de cabinet du secrétaire d'État à la Coopération et à la Francophonie Alain Joyandet, Jérôme Peyrat, en Dordogne ; le député de la 2e circonscription du Lot-et-Garonne (et ancien président du conseil général de 2004 à 2008) Michel Diefenbacher dans ce département ; Arnaud Tauzin, conseiller municipal d'opposition de Saint-Sever et candidat contre Henri Emmanuelli dans la 3e circonscription des Landes en 2007, dans les Landes. Il se repose également sur la forte personnalité régionale que constitue le maire de Bordeaux Alain Juppé, présent tout comme le Premier ministre François Fillon lors du lancement de la campagne de Xavier Darcos et de sa liste le 5 février 2010. 
Le MoDem tient également à profiter d'une relativement bonne implantation dans la région, notamment grâce aux Pyrénées-Atlantiques, département où sont députés François Bayrou et Jean Lassalle, où le dirigeant centriste était arrivé en tête au premier tour de l'élection présidentielle de 2007 avec 29,61 % des suffrages (et 21,4 % et la troisième place à l'échelle de la région). Si depuis ses scores successifs ont baissé, la liste MoDem de Robert Rochefort aux élections européennes de 2009 totalisait toujours dans la région 9,79 % des voix (soit près des 10 % nécessaires, s'il les atteignait aux régionales, pour se qualifier au second tour), et 14,02 % dans les Pyrénées-Atlantiques. La victoire de Geneviève Darrieussecq dans le « bastion » de gauche que semblait constituer Mont-de-Marsan pourrait également constituer un point d'appui important dans les Landes. Le 26 décembre 2009, après trois jours de votes électroniques, les militants du MoDem en Aquitaine désignent, à 86,6 % des suffrages exprimés, le député de la 4e circonscription des Pyrénées-Atlantiques et maire de Lourdios-Ichère (président de l'association des maires du département) Jean Lassalle comme tête de liste. Connu pour ses coups d'éclat, Jean Lassalle a notamment acquis une notoriété nationale pour avoir entonner le chant populaire occitan pyrénéen Se canta dans l'hémicycle du palais Bourbon pour réclamer le maintien d'une gendarmerie près du tunnel routier du Somport en juin 2003, ou pour sa grève de la faim de 35 jours en 2006 qui aboutit à l'abandon de la relocalisation, au sein même du département des Pyrénées-Atlantiques, d'une usine du groupe Toyal Europ, filiale du groupe japonais Toyo Aluminium K.K, qui emploie 150 salariés dans la vallée d'Aspe. Il se présente lui aussi en première position de la liste en Gironde, tandis que trois des cinq chefs de file départementaux de la liste Bayrou de 2004 sont repris : Jean-Jacques Lasserre (ancien président du conseil général de 2001 à 2008) dans les Pyrénées-Atlantiques, Geneviève Darrieussecq dans les Landes et Marc Mattera (conseiller général pour le canton de Monpazier, ancien suppléant du député alors UMP de la 2e circonscription Daniel Garrigue de 2002 à 2007 et ancien maire de Biron jusqu'en 2004) en Dordogne. Toutefois, la liste MoDem, baptisée « Force Aquitaine », souffre de la décision en février 2010 de l'une de ses composantes, Cap21, de se tenir « en retrait de la campagne régionale menée par "Force Aquitaine" », estimant que « la direction du Modem a choisi de ne pas intégrer la composante écologiste CAP 21 dans ses listes Force Aquitaine et a refusé l’apport programmatique important d’Aquitaine Équitable [nom donné à la proposition de programme avancé par Cap 21] ».

## Candidats

### Têtes de liste au premier tour
- LO : Nelly Malaty[21]
- NPA : Philippe Poutou, ouvrier de l'automobile
- FG (PCF, PG, GU, Les Alternatifs) : Gérard Boulanger avocat des parties civiles lors de l'affaire Papon, président d'honneur de la LDH (Ligue des droits de l'homme)[22].
- PS : Alain Rousset, président sortant, député de la Gironde, président de l'Association des régions de France sortant et ancien maire de Pessac (Gironde, 1989-2001).
- EÉ : Monique De Marco (Verts), conseillère régionale sortante[23]
- AEI : Michel Chrétien.
- MoDem : Jean Lassalle, député de la 4e circonscription des Pyrénées-Atlantiques, maire de Lourdios-Ichère et conseiller général (canton d'Accous).
- Majorité présidentielle : Xavier Darcos (UMP)[24], ministre du Travail, des Relations sociales, de la Famille, de la Solidarité et de la Ville, conseiller régional sortant, ancien maire de Périgueux (Dordogne) jusqu'en 2008.
- Euskadi Europan (Parti nationaliste basque) : Jean Tellechea, conseiller municipal d'Urrugne.
- Euskal Herria Bai : Xavier-Philippe « Xabi » Larralde, porte-parole de Batasuna.
- FN : Jacques Colombier, conseiller régional sortant et conseiller municipal de Bordeaux (Gironde)[25].

### Têtes de liste pouvant se maintenir au second tour

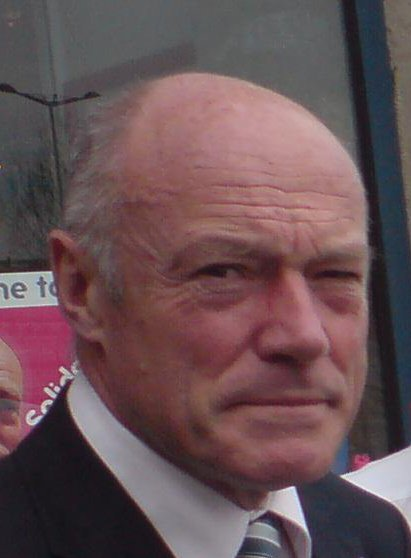
Alain Rousset
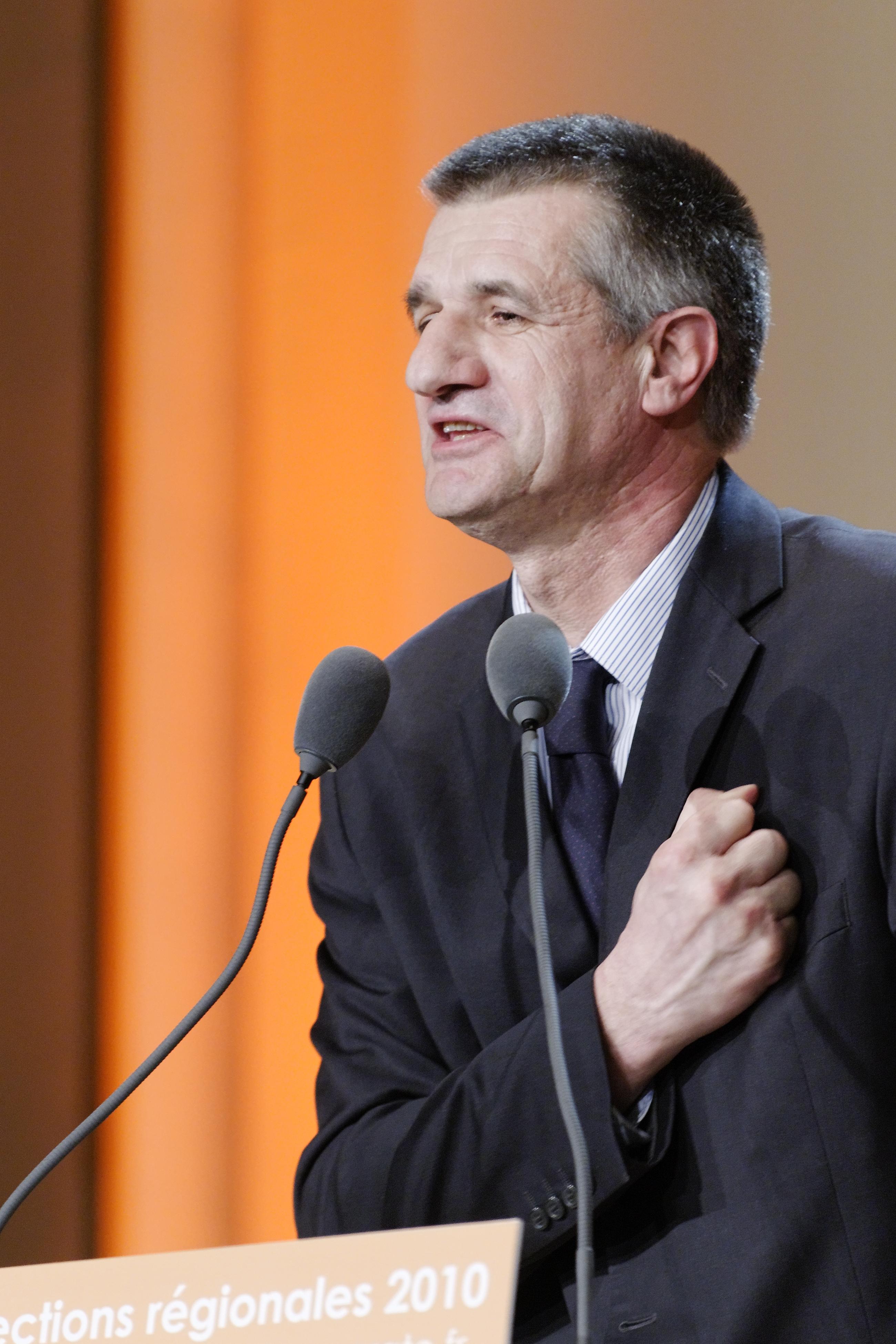
Jean Lassalle
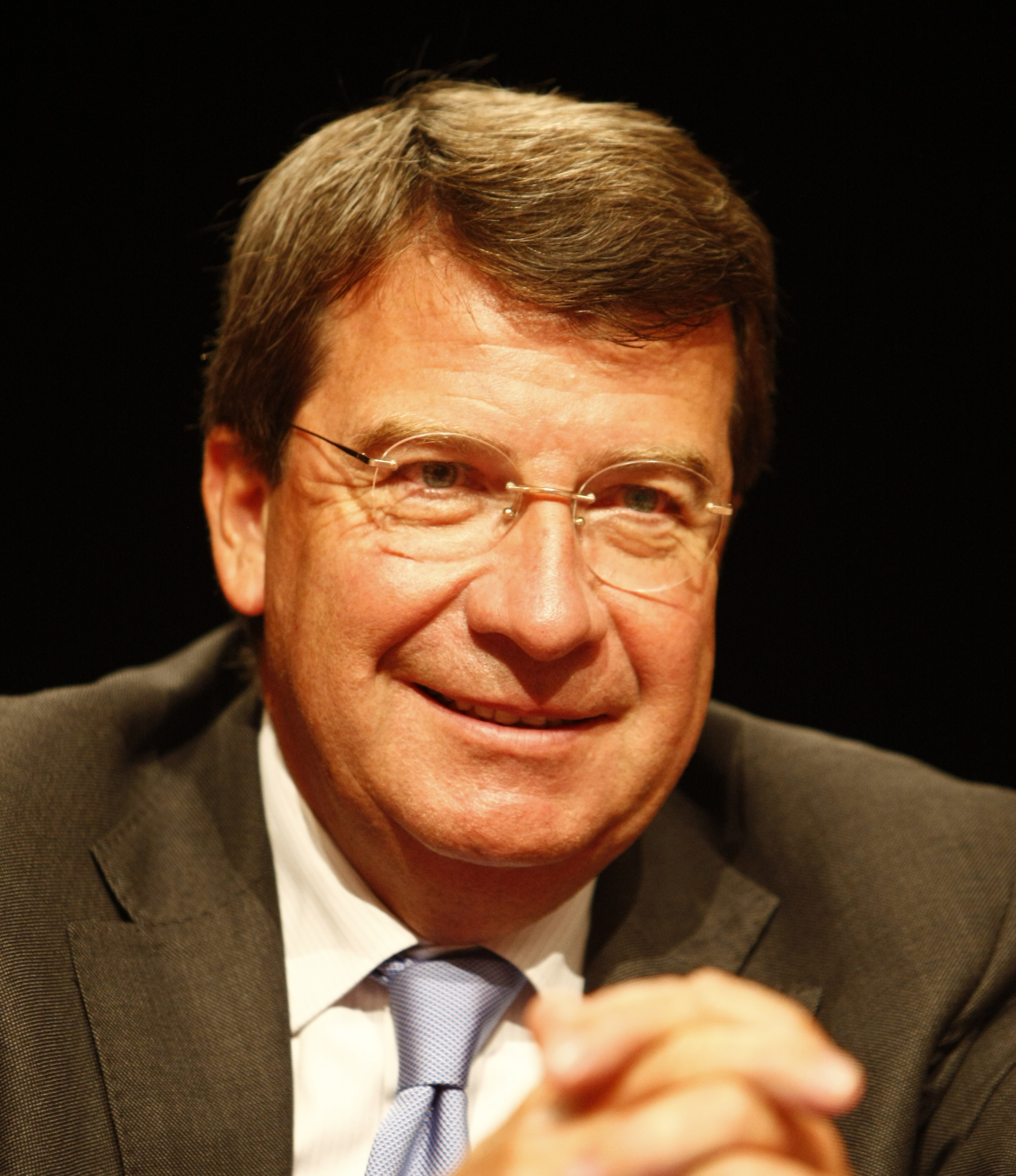
Xavier Darcos

### Têtes de liste départementale
| Listes | Listes                  | Dordogne                 | Gironde                 | Landes                 | Lot-et-Garonne                        | Pyrénées-Atlantiques        |
| ------ | ----------------------- | ------------------------ | ----------------------- | ---------------------- | ------------------------------------- | --------------------------- |
|        | Lutte ouvrière          | Anne-Isabelle Brivary    | Nelly Malaty            | Guy Dupont             | Guillaume Perchet                     | Denis Lacoste               |
|        | NPA                     | Sylvain Jousse           | Béatrice Walylo         | Daniel Minvielle       | Ignace Garay                          | Éric Schatz,                |
|        | FG                      | Stéphane Guthinger (PG)  | Michel Dubertrand (PCF) | Alain Baché (PCF)      | Raymond Girardi (MODEF)               | Isabelle Larrouy (FG)       |
|        | PS                      | Michel Moyrand           | Alain Rousset           | Renaud Lagrave         | Lucette Lousteau                      | Bernard Uthurry             |
|        | EÉ                      | Bérénice Vincent (Verts) | Marie Bové              | Jacques Papon (Verts)  | Bernard Péré (Confédération paysanne) | David Grosclaude (R&PS-POC) |
|        | AEI                     | Michel Chrétien (FEA)    | Isabelle Grapperon (GE) | Philippe Coat (GE)     | Christophe Petit (MEI)                | Jacques Mauhourat (MEI)     |
|        | MoDem                   | Marc Mattera             | Jean Lassalle           | Geneviève Darrieussecq | Patrick Beauvillard                   | Jean-Jacques Lasserre       |
|        | Majorité présidentielle | Jérôme Peyrat (UMP)      | Xavier Darcos (UMP)     | Arnaud Tauzin (UMP)    | Michel Diefenbacher (UMP)             | Alain Lamassoure (UMP)      |
|        | Euskadi Europan         | Jean-Louis Bercetche     | Christian Noguez        | Iñaki Ibarloza         | Catherine Arizmendi                   | Jean Tellechea              |
|        | EH Bai                  | Jean-Bernard Elizondo    | Michel Mendiboure       | Dominique Daguerre     | Eliane Etcheverria                    | Peio Etcheverry-Ainchart    |
|        | FN                      | Antoine Peyret-Lacombe   | Jacques Colombier       | Louis-Pierre Clémenti  | René Ortiz                            | Jacques Henriot             |

## Sondages

### Intentions de vote
Avertissement : Les résultats des intentions de vote ne sont que la mesure actuelle des rapports de forces politiques. Ils ne sont en aucun cas prédictifs du résultat des prochaines élections.
La marge d'erreur de ces sondages est de 4,5 % pour 500 personnes interrogées, 3,2 % pour 1000, 2,2 % pour 2000 et 1,6 % pour 4000.

#### Premier tour
| Listes | Listes                                   | IFOP 25/02/2010 |
| ------ | ---------------------------------------- | --------------- |
|        | Liste N.Malaty (LO)                      | 2 %             |
|        | Liste P.Poutou (NPA)                     | 2 %             |
|        | Liste G.Boulanger (FG)                   | 7 %             |
|        | Liste A.Rousset (PS et alliés)           | 31 %            |
|        | Liste Monique de Marco (EÉ)              | 11 %            |
|        | Liste M.Chrétien (AEI)                   | 1 %             |
|        | Liste J.Lassalle (MoDem)                 | 12 %            |
|        | Liste X-P.Larralde (EHB)                 | 1,5 %           |
|        | Liste J.Tellechea (EE)                   | 0,5 %           |
|        | Liste X.Darcos (Majorité présidentielle) | 24 %            |
|        | Liste J.Colombier (FN)                   | 8 %             |
|        | Personnes interrogées                    | 704             |

#### Second tour
| Listes | Listes                                   | IFOP 25/02/2010 | IFOP 18/03/2010 |
| ------ | ---------------------------------------- | --------------- | --------------- |
|        | Liste A.Rousset (PS et alliés)           | 61 %            | 59 %            |
|        | Liste X.Darcos (Majorité présidentielle) | 39 %            | 29 %            |
|        | Liste J.Lassalle (MoDem)                 | ---             | 12 %            |
|        | Personnes interrogées                    | 704             | 705             |

### Notoriété
En décembre 2009, selon un sondage LH2, 40 % des personnes interrogées en Aquitaine citent spontanément
Alain Rousset lorsqu'on leur demande le nom de leur président de région, ce qui en fait le cinquième chef d'exécutif régional le plus connu, loin derrière Ségolène Royal en Poitou-Charentes et Georges Frêche dans le Languedoc-Roussillon, mais pratiquement à égalité avec Martin Malvy dans les Midi-Pyrénées et Michel Vauzelle en Provence-Alpes-Côte d'Azur. De plus, sur les 60 % ne le citant pas spontanément, 40 % répondent tout de même savoir qu'Alain Rousset est leur président de région après qu'on leur a dit son nom. En tout, seulement 36 % des personnes ayant répondu au sondage ne le connaissent pas.

### Thèmes prioritaires
Le même sondage LH2 de décembre 2009 classe ainsi, en fonction du choix des personnes interrogées, les thèmes de campagne privilégiés par ces derniers :
- la protection de l’environnement et l’amélioration du cadre de vie : 55 %,
- le développement économique et l’aide aux entreprises : 48 %,
- le financement et la mise en œuvre de la formation professionnelle et de l’apprentissage : 44 %,
- le développement des infrastructures de transports ferroviaires notamment TER : 19 %,
- la construction et la rénovation des lycées : 18 %,
- autre : 2 %,
- ne se prononcent pas : 2 %.

Un sondage IFOP du 25 février 2010, fait apparaître que 29 % des Aquitains jugent prioritaire le projet de TGV reliant Bordeaux à la frontière espagnole, 43 % l’estiment important.

## Résultats

### Régionaux
| Tête de liste Étiquette politique (partis et alliances) | Tête de liste Étiquette politique (partis et alliances)       | Premier tour | Premier tour | Second tour | Second tour | Sièges | Sièges |  |
| Tête de liste Étiquette politique (partis et alliances) | Tête de liste Étiquette politique (partis et alliances)       | Voix         | %            | Voix        | %           | Nombre | %      |  |
| ------------------------------------------------------- | ------------------------------------------------------------- | ------------ | ------------ | ----------- | ----------- | ------ | ------ |  |
|                                                         | Alain Rousset sortant Parti socialiste (PRG - MRC)            | 406 871      | 37,63        | 643 763     | 56,33       | 58     | 68,24  |  |
|                                                         | Monique de Marco Europe Écologie                              | 105 405      | 9,75         | 643 763     | 56,33       | 58     | 68,24  |  |
|                                                         | Gérard Boulanger Front de gauche (M'PEP)                      | 64 370       | 5,95         | 643 763     | 56,33       | 58     | 68,24  |  |
|                                                         | Xavier Darcos Majorité présidentielle (UMP - NC - MPF - CPNT) | 238 367      | 22,05        | 320 137     | 28,01       | 17     | 20,00  |  |
|                                                         | Jean Lassalle Mouvement démocrate                             | 112 737      | 10,43        | 178 858     | 15,65       | 10     | 11,76  |  |
|                                                         | Jacques Colombier Front national                              | 89 378       | 8,27         |             |             |        |        |  |
|                                                         | Philippe Poutou Nouveau parti anticapitaliste                 | 27 290       | 2,52         |             |             |        |        |  |
|                                                         | Michel Chrétien Divers écologiste (AÉI)                       | 20 952       | 1,94         |             |             |        |        |  |
|                                                         | Nelly Malaty Lutte ouvrière                                   | 8 519        | 0,79         |             |             |        |        |  |
|                                                         | Jean Tellechea Régionaliste (Parti nationaliste basque)       | 7 086        | 0,66         |             |             |        |        |  |
|                                                         | Xavier-Philippe Larralde Régionaliste (Euskal Herria Bai)     | 221          | 0,02         |             |             |        |        |  |
|                                                         |                                                               |              |              |             |             |        |        |  |
| Inscrits                                                | Inscrits                                                      | 2 280 386    | 100,00       | 2 280 179   | 100,00      |        |        |  |
| Abstentions                                             | Abstentions                                                   | 1 150 299    | 50,44        | 1 073 680   | 47,09       |        |        |  |
| Votants                                                 | Votants                                                       | 1 130 087    | 49,56        | 1 206 499   | 52,91       |        |        |  |
| Blancs et nuls                                          | Blancs et nuls                                                | 48 891       | 4,33         | 63 741      | 5,28        |        |        |  |
| Exprimés                                                | Exprimés                                                      | 1 081 196    | 95,67        | 1 142 758   | 94,72       |        |        |  |

### Départementaux

#### Dordogne
| Tête de liste  | Tête de liste          | Liste                   | Premier tour | Premier tour | Second tour | Second tour | Sièges | Sièges |
| Tête de liste  | Tête de liste          | Liste                   | #            | %            | #           | %           | #      | %      |
| -------------- | ---------------------- | ----------------------- | ------------ | ------------ | ----------- | ----------- | ------ | ------ |
|                | Michel Moyrand *       | PS et alliés            | 58 389       | 36,98        | 97 944      | 57,82       | 9      | 69,23  |
|                | Bérénice Vincent       | EÉ- Les Verts - PO - EA | 14 439       | 9,15         | 97 944      | 57,82       | 9      | 69,23  |
|                | Stéphane Guthinger     | FG - M'PEP              | 12 691       | 8,04         | 97 944      | 57,82       | 9      | 69,23  |
|                | Jérôme Peyrat          | Majorité présidentielle | 37 980       | 24,06        | 50 895      | 30,05       | 3      | 23,07  |
|                | Marc Mattera           | MoDem                   | 11 253       | 7,13         | 20 544      | 12,13       | 1      | 7,69   |
|                | Antoine Peyret-Lacombe | FN                      | 13 704       | 8,68         |             |             |        |        |
|                | Sylvain Jousse         | NPA                     | 4 680        | 2,96         |             |             |        |        |
|                | Alain Armagnac         | AEI                     | 3 367        | 2,13         |             |             |        |        |
|                | Anne-Isabelle Brivary  | LO                      | 1 363        | 0,86         |             |             |        |        |
|                | Jean-Louis Bercetche   | REG (Euskadi Europan)   | 7            | 0,00         |             |             |        |        |
|                | Jean-Bernard Elizondo  | REG (EHB)               | 6            | 0,00         |             |             |        |        |
|                |                        |                         |              |              |             |             |        |        |
| Inscrits       | Inscrits               | Inscrits                | 308 209      | 100,00       | 308 164     | 100,00      |        |        |
| Abstention     | Abstention             | Abstention              | 141 381      | 45,87        | 127 450     | 41,36       |        |        |
| Votants        | Votants                | Votants                 | 166 828      | 54,13        | 180 714     | 58,64       |        |        |
| Blancs et nuls | Blancs et nuls         | Blancs et nuls          | 8 949        | 5,36         | 11 331      | 6,27        |        |        |
| Exprimés       | Exprimés               | Exprimés                | 157 879      | 94,64        | 169 383     | 93,73       |        |        |

* liste du président sortant

#### Gironde
| Tête de liste  | Tête de liste            | Liste                   | Premier tour | Premier tour | Second tour | Second tour | Sièges | Sièges |
| Tête de liste  | Tête de liste            | Liste                   | #            | %            | #           | %           | #      | %      |
| -------------- | ------------------------ | ----------------------- | ------------ | ------------ | ----------- | ----------- | ------ | ------ |
|                | Alain Rousset*           | PS et alliés            | 179 802      | 40,55        | 276 682     | 59,40       | 25     | 69,45  |
|                | Marie Bové               | EÉ- Les Verts - PO - EA | 46 799       | 10,56        | 276 682     | 59,40       | 25     | 69,45  |
|                | Michel Dubertrand        | FG - M'PEP              | 23 667       | 5,34         | 276 682     | 59,40       | 25     | 69,45  |
|                | Xavier Darcos            | Majorité présidentielle | 98 967       | 22,32        | 130 958     | 28,11       | 7      | 19,44  |
|                | Jean Lassalle            | MoDem                   | 34 060       | 7,68         | 58 192      | 12,49       | 4      | 11,11  |
|                | Jacques Colombier        | FN                      | 38 516       | 8,69         |             |             |        |        |
|                | Béatrice Walylo          | NPA                     | 10 334       | 2,33         |             |             |        |        |
|                | Isabelle Grapperon       | AEI                     | 7 745        | 1,75         |             |             |        |        |
|                | Nelly Malati             | LO                      | 3 458        | 0,78         |             |             |        |        |
|                | Jean Tellechea           | REG (Euskadi Europan)   | 13           | 0,00         |             |             |        |        |
|                | Xavier-Philippe Larralde | REG (EHB)               | 12           | 0,00         |             |             |        |        |
|                |                          |                         |              |              |             |             |        |        |
| Inscrits       | Inscrits                 | Inscrits                | 964 949      | 100,00       | 964 831     | 100,00      |        |        |
| Abstention     | Abstention               | Abstention              | 508 068      | 52,65        | 478 797     | 49,62       |        |        |
| Votants        | Votants                  | Votants                 | 456 881      | 47,35        | 486 034     | 50,38       |        |        |
| Blancs et nuls | Blancs et nuls           | Blancs et nuls          | 13 508       | 2,96         | 20 202      | 4,16        |        |        |
| Exprimés       | Exprimés                 | Exprimés                | 443 373      | 97,04        | 465 832     | 95,84       |        |        |

* liste du président sortant

#### Landes
| Tête de liste  | Tête de liste          | Liste                                                  | Premier tour | Premier tour | Second tour | Second tour | Sièges | Sièges |
| Tête de liste  | Tête de liste          | Liste                                                  | #            | %            | #           | %           | #      | %      |
| -------------- | ---------------------- | ------------------------------------------------------ | ------------ | ------------ | ----------- | ----------- | ------ | ------ |
|                | Renaud Lagrave*        | PS et alliés                                           | 58 878       | 41,59        | 85 293      | 57,34       | 8      | 72,73  |
|                | Jacques Papon          | EÉ- Les Verts - PO - EA                                | 10 555       | 7,46         | 85 293      | 57,34       | 8      | 72,73  |
|                | Alain Baché            | FG - Mouvement politique d'éducation populaire (M'PEP) | 8 859        | 6,26         | 85 293      | 57,34       | 8      | 72,73  |
|                | Arnaud Tauzin          | Majorité présidentielle                                | 30 194       | 21,33        | 39 829      | 26,78       | 2      | 18,18  |
|                | Geneviève Darrieussecq | MoDem                                                  | 17 268       | 12,20        | 23 632      | 15,89       | 1      | 9,09   |
|                | Pierre-Louis Clementi  | FN                                                     | 8 922        | 6,30         |             |             |        |        |
|                | Daniel Minvielle       | NPA                                                    | 3 202        | 2,26         |             |             |        |        |
|                | Philippe Coat          | AEI                                                    | 2 501        | 1,77         |             |             |        |        |
|                | Guy Dupont             | LO                                                     | 1 153        | 0,81         |             |             |        |        |
|                | Iñaki Ibarloza         | REG (Euskadi Europan)                                  | 28           | 0,02         |             |             |        |        |
|                | Dominique Daguerre     | REG (EHB)                                              | 14           | 0,01         |             |             |        |        |
|                |                        |                                                        |              |              |             |             |        |        |
| Inscrits       | Inscrits               | Inscrits                                               | 287 450      | 100,00       | 287 311     | 100,00      |        |        |
| Abstention     | Abstention             | Abstention                                             | 139 623      | 48,57        | 130 399     | 45,39       |        |        |
| Votants        | Votants                | Votants                                                | 147 827      | 51,43        | 156 912     | 54,61       |        |        |
| Blancs et nuls | Blancs et nuls         | Blancs et nuls                                         | 6 253        | 4,23         | 8 158       | 5,20        |        |        |
| Exprimés       | Exprimés               | Exprimés                                               | 141 574      | 95,77        | 148 754     | 94,80       |        |        |

* liste du président sortant

#### Lot-et-Garonne
| Tête de liste  | Tête de liste       | Liste                   | Premier tour | Premier tour | Second tour | Second tour | Sièges | Sièges |
| Tête de liste  | Tête de liste       | Liste                   | #            | %            | #           | %           | #      | %      |
| -------------- | ------------------- | ----------------------- | ------------ | ------------ | ----------- | ----------- | ------ | ------ |
|                | Lucette Lousteau*   | PS et alliés            | 35 713       | 31,92        | 61 968      | 52,20       | 5      | 62,50  |
|                | Bernard Pere        | EÉ- Les Verts - PO - EA | 10 263       | 9,17         | 61 968      | 52,20       | 5      | 62,50  |
|                | Raymond Girardi     | FG - M'PEP              | 8 042        | 7,19         | 61 968      | 52,20       | 5      | 62,50  |
|                | Michel Diefenbacher | Majorité présidentielle | 26 361       | 23,56        | 38 300      | 32,26       | 2      | 25,00  |
|                | Patrick Beauvillard | MoDem                   | 10 163       | 9,08         | 18 446      | 15,54       | 1      | 12,50  |
|                | René Ortis          | FN                      | 14 535       | 12,99        |             |             |        |        |
|                | Ignace Garay        | NPA                     | 3 229        | 2,89         |             |             |        |        |
|                | Daniel Soulignac    | AEI                     | 2 645        | 2,36         |             |             |        |        |
|                | Guillaume Perchet   | LO                      | 917          | 0,82         |             |             |        |        |
|                | Catherine Arizmendi | REG (Euskadi Europan)   | 8            | 0,01         |             |             |        |        |
|                | Eliane Etcheverria  | REG (EHB)               | 2            | 0,00         |             |             |        |        |
|                |                     |                         |              |              |             |             |        |        |
| Inscrits       | Inscrits            | Inscrits                | 237 438      | 100,00       | 237 457     | 100,00      |        |        |
| Abstention     | Abstention          | Abstention              | 118 791      | 50,03        | 108 980     | 45,89       |        |        |
| Votants        | Votants             | Votants                 | 118 647      | 49,97        | 128 477     | 54,11       |        |        |
| Blancs et nuls | Blancs et nuls      | Blancs et nuls          | 6 769        | 5,71         | 9 763       | 7,60        |        |        |
| Exprimés       | Exprimés            | Exprimés                | 111 878      | 94,29        | 118 714     | 92,40       |        |        |

* liste du président sortant

#### Pyrénées-Atlantiques
| Tête de liste  | Tête de liste            | Liste                                                  | Premier tour | Premier tour | Second tour | Second tour | Sièges | Sièges |
| Tête de liste  | Tête de liste            | Liste                                                  | #            | %            | #           | %           | #      | %      |
| -------------- | ------------------------ | ------------------------------------------------------ | ------------ | ------------ | ----------- | ----------- | ------ | ------ |
|                | Bernard Uthurry*         | PS et alliés                                           | 74 089       | 32,71        | 121 877     | 50,77       | 11     | 64,70  |
|                | David Grosclaude         | EÉ- Les Verts - PO - EA                                | 23 349       | 10,31        | 121 877     | 50,77       | 11     | 64,70  |
|                | Isabelle Larrouy         | FG - Mouvement politique d'éducation populaire (M'PEP) | 11 111       | 4,91         | 121 877     | 50,77       | 11     | 64,70  |
|                | Alain Lamassoure         | Majorité présidentielle                                | 44 865       | 19,81        | 60 120      | 25,05       | 3      | 17,65  |
|                | Jean-Jacques Lasserre    | MoDem                                                  | 39 993       | 17,66        | 58 038      | 24,18       | 3      | 17,65  |
|                | Jacques Henriot          | FN                                                     | 13 701       | 6,05         |             |             |        |        |
|                | Jean Tellechea           | REG (Euskadi Europan)                                  | 7 030        | 3,10         |             |             |        |        |
|                | Eric Schatz              | NPA                                                    | 5 845        | 2,58         |             |             |        |        |
|                | Jacques Mauhourat        | AEI                                                    | 4 694        | 2,07         |             |             |        |        |
|                | Denis Lacoste            | LO                                                     | 1 628        | 0,72         |             |             |        |        |
|                | Peio Etcheverry-Ainchart | REG (EHB)                                              | 187          | 0,08         |             |             |        |        |
|                |                          |                                                        |              |              |             |             |        |        |
| Inscrits       | Inscrits                 | Inscrits                                               | 482 340      | 100,00       | 482 340     | 100,00      |        |        |
| Abstention     | Abstention               | Abstention                                             | 242 436      | 50,26        | 227 387     | 47,14       |        |        |
| Votants        | Votants                  | Votants                                                | 239 904      | 49,74        | 254 953     | 52,86       |        |        |
| Blancs et nuls | Blancs et nuls           | Blancs et nuls                                         | 13 412       | 5,59         | 14 918      | 5,85        |        |        |
| Exprimés       | Exprimés                 | Exprimés                                               | 226 492      | 94,41        | 240 035     | 94,15       |        |        |

* liste du président sortant